# کیمبرلی وایت
کیمبرلی کی وایت (به انگلیسی: Kimberly Kaye Wyatt) (زاده‌ی ۴ فوریه ۱۹۸۲) (۱۵ بهمن ۱۳۶۰ ه.ش) خواننده، مدل، رقصنده، ترانه‌نویس و بازیگر آمریکایی است. او یکی از اعضای شناخته شده‌ی گروه پوسی‌کت دالز است. او در سال ۲۰۰۳ به عضویت این گروه درآمد. او در سال ۲۰۱۰ از گروه پوسی‌کت دالز بیرون آمد و به گروه Her Majesty & The Wolves پیوست.